# Mount Lugering
Mount Lugering ist ein 2000 m hoher Berg an der Westseite der Lanterman Range in den Bowers Mountains. Er markiert die Nordflanke des Mündungsgebietes des Hunter-Gletschers in den Rennick-Gletscher. 
Das Gebiet wurde durch Vermessungsarbeiten des United States Geological Survey und mithilfe von Luftaufnahmen der United States Navy von 1960 bis 1962 kartografisch erfasst. Das Advisory Committee on Antarctic Names benannte den Berg 1970 nach dem Versorgungsoffizier Donald Russell Lugering (* 1935) von der US-Navy, der zur Besetzung der Amundsen-Scott-Südpolstation im Winter 1965 gehört hatte.